# كريستوفر كارلسون
كريستوفر كارلسون (بالسويدية: Christoffer Karlsson)‏ هو لاعب كرة قدم سويدي، ولد في 27 يناير 1988 في السويد. شارك مع منتخب السويد تحت 17 سنة لكرة القدم ومنتخب السويد تحت 19 سنة لكرة القدم. أما مع النوادي، فقد لعب مع أتفدابيرجس ونادي يورغوردينس.

## وصلات خارجية
- كريستوفر كارلسون على موقع اتحاد السويد (السويدية)
- كريستوفر كارلسون على موقع قاعدة بيانات كرة القدم.إي يو (الإنجليزية)